# Élections en France sous la Troisième République

## Chronologie des élections

### Plébiscites
- Plébiscite local du 3 novembre 1870

### Législatives
- Élections législatives françaises de 1871
- Élections législatives françaises de 1876
- Élections législatives françaises de 1877
- Élections législatives françaises de 1881
- Élections législatives françaises de 1885
- Élections législatives françaises de 1889
- Élections législatives françaises de 1893
- Élections législatives françaises de 1898
- Élections législatives françaises de 1902
- Élections législatives françaises de 1906
- Élections législatives françaises de 1910
- Élections législatives françaises de 1914
- Élections législatives françaises de 1919
- Élections législatives françaises de 1924
- Élections législatives françaises de 1928
- Élections législatives françaises de 1932
- Élections législatives françaises de 1936

### Sénatoriales
- Élections sénatoriales françaises de 1876
- Élections sénatoriales françaises de 1879
- Élections sénatoriales françaises de 1882
- Élections sénatoriales françaises de 1885
- Élections sénatoriales françaises de 1888
- Élections sénatoriales françaises de 1891
- Élections sénatoriales françaises de 1894
- Élections sénatoriales françaises de 1897
- Élections sénatoriales françaises de 1900
- Élections sénatoriales françaises de 1903
- Élections sénatoriales françaises de 1906
- Élections sénatoriales françaises de 1909
- Élections sénatoriales françaises de 1912
- Élections sénatoriales françaises de 1920
- Élections sénatoriales françaises de 1921
- Élections sénatoriales françaises de 1924
- Élections sénatoriales françaises de 1927
- Élections sénatoriales françaises de 1929
- Élections sénatoriales françaises de 1932
- Élections sénatoriales françaises de 1935
- Élections sénatoriales françaises de 1938

### Cantonales
- Élections cantonales françaises de 1871
- Élections cantonales françaises de 1874
- Élections cantonales françaises de 1877
- Élections cantonales françaises de 1880
- Élections cantonales françaises de 1883
- Élections cantonales françaises de 1886
- Élections cantonales françaises de 1889
- Élections cantonales françaises de 1892
- Élections cantonales françaises de 1895
- Élections cantonales françaises de 1898
- Élections cantonales françaises de 1901
- Élections cantonales françaises de 1904
- Élections cantonales françaises de 1907
- Élections cantonales françaises de 1910
- Élections cantonales françaises de 1913
- Élections cantonales françaises de 1919
- Élections cantonales françaises de 1922
- Élections cantonales françaises de 1925
- Élections cantonales françaises de 1928
- Élections cantonales françaises de 1931
- Élections cantonales françaises de 1934
- Élections cantonales françaises de 1937

### Municipales
- Élections municipales françaises de 1871
- Élections municipales françaises de 1874
- Élections municipales françaises de 1878
- Élections municipales françaises de 1881
- Élections municipales françaises de 1884
- Élections municipales françaises de 1888
- Élections municipales françaises de 1892
- Élections municipales françaises de 1896
- Élections municipales françaises de 1900
- Élections municipales françaises de 1904
- Élections municipales françaises de 1908
- Élections municipales françaises de 1912
- Élections municipales françaises de 1919
- Élections municipales françaises de 1925
- Élections municipales françaises de 1929
- Élections municipales françaises de 1935